# Чеви Чејс (град, Мериленд)
Чеви Чејс (енгл. Chevy Chase (town)) град је у америчкој савезној држави Мериленд.

## Демографија
По попису из 2010. године број становника је 2.824, што је 98 (3,6%) становника више него 2000. године.
| Група             | 2000.         | 2010.         |
| Белци             | 2.520 (92,4%) | 2.488 (88,1%) |
| Афроамериканци    | 24 (0,9%)     | 28 (1,0%)     |
| Азијати           | 60 (2,2%)     | 109 (3,9%)    |
| Хиспаноамериканци | 92 (3,4%)     | 134 (4,7%)    |
| Укупно            | 2.726         | 2.824         |